# Арно Аманье IX д’Альбре
Арно Аманье IX (VIII) (фр. Arnaud-Amanieu, ум. 1401) — сеньор д'Альбре, виконт де Тартас, де Марен, де Дакс, сеньор де Нерак с 1358 года, граф де Дрё с 1382 года, камергер короля Карла V в 1364—1380 годах, великий камергер Франции с 1382 года, третий сын Бернара Эзи V, сеньора д'Альбре, и Маты, дочери Бернара VI, графа д'Арманьяка, один из самых могущественных магнатов Гиени, один из наиболее знаменитых военачальников времён Столетней войны.

## Биография
Происходил из гасконского рода Альбре. Его отец, Бернар Эзи V (ум.1358), был вассалом короля Англии Эдуарда III. В 1330 году Эдуард послал в Гасконь своего доверенного человека для переговоров с местными дворянами. Бернар попытался воспользоваться этим и договориться о браке своего сына, Арно Арманье, с дочерью Эдмунда Вудстока, графа Кента, но план этот провалился.
На начальном этапе Столетней войны Арно Аманье, как и многие другие воины, переходил из одного лагеря в другой в зависимости от предлагаемых ему контрактов. В 1351 году он был послан королём Эдуардом на помощь осаждённым жителям города Сен-Жан-д'Анжели, осаждённого французской армией, где смог захватить 60 французских рыцарей.
После смерти отца в 1358 году Арно Аманье унаследовал Альбре. 9 июля 1363 года он был первым среди гасконской знати, принёсшим клятву верности Эдуарду Чёрному Принцу, назначенному королём Эдуардом III герцогом Гиени. До середины 60-х годов Арно сражался на стороне Эдуарда III и короля Наварры Карла II Злого. В 1367 году он принял участие в испанском походе Эдуарда Чёрного Принца, целью которого было свержение короля Кастилии Энрике II и возврат трона королю Педро I Жестокому. В этом походе Арно участвовал в битве при Нахере 3 апреля 1367 года, в котором он командовал одним из флангов. В этой битве сторонники Энрике II были разбиты.
Но уже в 1368 году Арно вместе с графами Комменжа Пьером-Раймоном II и Перигора Роже Бернаром присоединился к своему дяде, графу Жану I д'Арманьяку, недовольному политикой Чёрного Принца, не желавшего считаться с местными обычаями и правами сеньоров и коммун. Они отправили жалобу королю Франции Карлу V, как верховному правителю Гаскони, который воспользовался этим поводом присоединить Гасконь к своим владениям. Ко всему прочему Арно 20 мая 1368 года женился на Маргарите де Бурбон, дочери герцога Пьера I де Бурбона, родственнице Карла V, женатого на сестре Маргариты. 30 июня Арно, Жан и Роже-Бернар заключили секретный договор с Карлом V, по которому они приносили присягу королю Франции как своему сюзерену. При этом все сеньоры получили от короля земельные владения и денежную компенсацию.
После перехода на сторону короля Франции Арно участвовал в завоевании Аквитании французами. Он принимал участие во всех военных кампаниях с 1369 по 1375 годы. 27 ноября 1382 года он участвовал в битве при Росебеке против фламандцев, восставших под руководством Филиппа ван Артевельде. За это он получил графство Дрё. В этом же году Арно стал великим камергером Франции.
Умер Арно Аманье в 1401 году, все его многочисленные владения унаследовал его сын Карл.

## Брак и дети
Жена: с 20 мая 1368 года Маргарита де Бурбон (1344 — 4 января 1416), дочь Пьера I, герцога де Бурбон. Дети:
- Карл I д’Альбре (ум.1415), сеньор д’Альбре и де Нерак, виконт де Тартас, де Марамн и де Дакс, граф де Дрё с 1401, коннетабль Франции 1402—1411, 1413—1415
- Луи д'Альбре, сеньор де Лангуаран
- Маргарита д'Альбре (ум.1453); муж: с 19 мая 1410 года Гастон I де Фуа-Грайи (ок.1385 — 1455), сеньор де Гральи, граф де Бенож и де Лонгвиль, капталь де Бюш, сеньор де Гюрсон, де Сен-Круа-де-Валлагран, де Рол и де Мейль